# 朵儿只思蛮公主
朵儿只思蛮（?—?），元朝公主，祖父阔端，曾祖父元太宗窝阔台。父亲不详。
朵儿只思蛮嫁给了高昌王、高昌回鹘亦都护帖睦尔普化，帖睦尔普化是高昌王，所以朵儿只思蛮被封为高昌公主。帖睦尔普化的母亲八卜叉公主嫁给纽林·的斤生下帖睦尔普化和篯吉。八卜叉公主是窝阔台孙女，也就是朵儿只思蛮的姑姑。帖睦尔普化官至左丞相，被权臣伯颜或脱脱杀死。